# Stoughton (Massachusetts)
Stoughton és una població dels Estats Units a l'estat de Massachusetts. Segons el cens del 2007 tenia 26.951 habitants.

## Demografia
Segons el cens del 2000, Stoughton tenia 27.149 habitants, 10.254 habitatges, i 7.270 famílies. La densitat de població era de 653,5 habitants/km².
Dels 10.254 habitatges en un 30,3% hi vivien nens de menys de 18 anys, en un 55,8% hi vivien parelles casades, en un 11,6% dones solteres, i en un 29,1% no eren unitats familiars. En el 24,4% dels habitatges hi vivien persones soles el 9,9% de les quals corresponia a persones de 65 anys o més que vivien soles. El nombre mitjà de persones vivint en cada habitatge era de 2,6 i el nombre mitjà de persones que vivien en cada família era de 3,13.
Per edats la població es repartia de la següent manera: un 22,4% tenia menys de 18 anys, un 6,8% entre 18 i 24, un 30,4% entre 25 i 44, un 25,2% de 45 a 60 i un 15,1% 65 anys o més.
L'edat mediana era de 39 anys. Per cada 100 dones de 18 o més anys hi havia 87,5 homes.
La renda mediana per habitatge era de 57.838 $ i la renda mediana per família de 69.942$. Els homes tenien una renda mediana de 44.853 $ mentre que les dones 31.971$. La renda per capita de la població era de 25.480$. Entorn del 3,1% de les famílies i el 4,6% de la població estaven per davall del llindar de pobresa.